# همفري مينالس
همفري مينالس (بالهولندية: Humphrey Mijnals)‏ (1930 - 2019م)، هو لاعب كرة قدم هولندي-سورينامي، وكان أول لاعب من أصول سورينامية يلعب لصالح منتخب هولندا لكرة القدم. ظهر لأول مرة مع المنتخب الهولندي لكرة القدم في 3 أبريل 1960.

## روابط خارجية
- همفري مينالس على موقع قاعدة بيانات كرة القدم.إي يو (الإنجليزية)
- همفري مينالس على موقع ناشيونال فوتبول تيمز (الإنجليزية)